# Tipasa aurea
Tipasa aurea là một loài bướm đêm trong họ Noctuidae.